# Cercina
Cercìna (dal toponimo medievale Cersìna) è una frazione sparsa del comune di Sesto Fiorentino nella città metropolitana di Firenze, situata alle pendici del Monte Morello. 
In questa località si può arrivare dopo aver percorso la panoramica strada dei Colli Alti, che si snoda da Monte Morello fino alla via Bolognese. Dopo aver lasciato il piazzale Leonardo da Vinci e la località di Ceppeto, si può scendere infatti a Cercina. La località è raggiungibile anche da una strada che si dirama dal Pian di San Bartolo, confinante col cimitero di Trespiano. Dalla via Bolognese lungo la via della Docciola, dopo la località Montorsoli, sulla sinistra una strada porta al borgo di Canonica di Cercina e alla piazza di Careggi.
Il parco comunale di Cercina è situato sulle colline a nord di Firenze, immediatamente sopra il quartiere fiorentino di Rifredi e l'ospedale di Careggi. Nonostante la vicinanza con la città, non ha perso la sua caratterizzazione tipicamente campestre.
Vi si trovano la pieve romanica di Sant'Andrea e il Castello di Castiglione, possedimento dei Catellini da Castiglione.
In questa località, sul greto del torrente Terzolle, il 12 giugno 1944 fu fucilata Anna Maria Enriques Agnoletti, insieme al capitano Italo Piccagli, a uno dei fondatori di Radio CORA, e a tre paracadutisti alleati ed un militare italiano.

## Cippo ai Caduti di Radio CORA
A Cercina si trova il Cippo ai Caduti di Radio CORA, sul quale si leggono queste parole:
| Qui il 12 giugno 1944 Anna Maria Enriques Agnoletti Cap. AAR. N. Italo Piccagli Fernando Panerai Pietro Ghergo Dante Romagnoli Fiorenzo Franco e un ignoto caddero sotto il piombo tedesco per la libertà del popolo italiano |